# ريتشارد مارتن (ممثل)
ريتشارد مارتن (بالإنجليزية: Richard Martin)‏ هو ممثل أمريكي، ولد في 12 ديسمبر 1917 بسبوكين في الولايات المتحدة، وتوفي في 4 سبتمبر 1994 بشاطئ نيوبورت في الولايات المتحدة بسبب ابيضاض الدم.

## وصلات خارجية
- ريتشارد مارتن على موقع IMDb (الإنجليزية)
- ريتشارد مارتن على موقع ألو سيني (الفرنسية)
- ريتشارد مارتن على موقع أول موفي (الإنجليزية)
- ريتشارد مارتن على موقع قاعدة بيانات الأفلام السويدية (السويدية)
- ريتشارد مارتن على موقع قاعدة بيانات الفيلم (الإنجليزية)
- ريتشارد مارتن على موقع كينوبويسك (الروسية)